# 里士满 (路易斯安那州)
里士满（英語：Richmond），是美国路易斯安那州下属的一座村镇。根据2010年美国人口普查，该市有人口577人。建置上，属于“village”。